# ایسنا
ایسنا (به انگلیسی: ISNA مخفف Iranian Students' News Agency) یا خبرگزاری دانشجویان ایران یکی از خبرگزاری‌های فعال در ایران است که در ۴ نوامبر ۱۹۹۹ آغاز به کار کرد. گزارشگران و تحریریهٔ این خبرگزاری در آغاز تشکیل، عموماً دانشجویان رشته‌های مختلف در دانشگاه‌های ایران بودند و تعدادی زیادی نیز به صورت افتخاری و داوطلبانه فعالیت می‌کردند.برخلاف دوران تأسیس این خبرگزاری (۱۳۷۸–۱۳۸۴)، در حال حاضر خبرنگاران این رسانه همچون گذشته فقط دانشجویان نمی‌باشند. خبرگزاری ایسنا با حمایت مالی دولت و نیز با پشتیبانی‌های تشکیلاتی جهاد دانشگاهی فعالیت می‌کند.

## تاریخچه
این خبرگزاری در بستر جهاد دانشگاهی، و در دوران ریاست جمهوری سید محمد خاتمی تأسیس شده است.
ابوالفضل فاتح، پایه‌گذار و نخستین مدیرعامل ایسنا بوده است. او از زمان آغاز به کار خبرگزاری ایسنا (از آذرماه ۱۳۷۸ تا مهر ماه ۱۳۸۴) شعار اصلی این رسانه را «هر دانشجو، یک خبرنگار» و «هر ایده یک خبر» قرار داد.
علیرغم اینکه خبرگزاری ایسنا در بستر جهاد دانشگاهی که نهادی وابسته به شورای عالی انقلاب فرهنگی است، ایجاد شده استو در شرایط فعلی بودجه اش از طریق دولت تأمین می‌گردد ولی در واقعیت امر، به لحاظ روند تأسیس، ساختار، مدیریت، بدنه و اهداف، نخستین خبرگزاری غیردولتی ایران در زمان خود محسوب می‌شود. ایسنا همچنین نخستین خبرگزاری ایران است که در سال ۱۳۷۹ به صورت رایگان بر روی اینترنت قرار گرفت و دسترسی به اخبار آن برای همه مخاطبان آزاد شد.
ایده اولیه تأسیس خبرگزاری دانشجویان ایران (ایسنا) به اسفند ماه سال ۱۳۷۷ بر می‌گردد که پس از تشکیل «سازمان دانشجویان جهاد دانشگاهی» (در اوایل همان سال) این سازمان که مسئول آن ابوالفضل فاتح بوده است، مجوز نشریه ای به نام «دانشگاه امروز» را می‌گیرد، اما در فرایند انتشار این نشریه و در جستجوی فرم بهتری از فعالیت‌های رسانه ای، پیشنهاد تأسیس خبرگزاری دانشجویان از سوی ابوالفضل فاتح به رئیس وقت جهاد دانشگاهی (علی منتظری) و سپس وزارت ارشاد ارائه شد که نهایتاً مجوز آن به دلیل فقدان قانون خبرگزاری‌های خصوصی یا نیمه دولتی در آن مقطع زمانی، تحت عنوان مؤسسهٔ فرهنگی خبری صادر گردید. با تأسیس ایسنا، مجوز نشریه دانشگاه امروز، بعداً به روزنامه نیز تغییر یافت اما دیگر هرگز منتشر نشد. فاتح هدف اولیه از تأسیس خبرگزاری دانشجویان را پاسخ به عطش اطلاعاتی جامعه و نیز توجه به نقش تعیین‌کننده و پیشتازانه دانشگاه‌ها در فرایند توسعه پایدار کشور، انتقال واقعیت‌ها به افکار عمومی و ایجاد فرصت برای حاکمیت عقلانیت و خردورزی عنوان کرده است. به گفتهٔ او تعداد اعضای اولیه ایسنا، ۳۰ نفر بود که در پایان سال نخست به ۷۰ تن رسید و مجموع بودجه آن در سال نخست تأسیس تنها ماهانه شش میلیون تومان بوده است. تعداد اخبار ارسالی این خبرگزاری در پایان دوران پنج ساله نخست، روزانه حدود ۵۰۰ خبر در سایت اصلی و ۲۰۰ خبر در سایت‌های استانی بوده است.
افراد تشکیل دهنده هسته اولیه خبرگزاری ایسنا به شرح ذیل بوده‌اند:
- ابوالفضل فاتح پایه‌گذار و مدیرعامل وقتِ خبرگزاری دانشجویان ایران (ایسنا)
- مهرداد آگاهی معاونت اجرایی خبرگزاری (او در سال ۱۳۹۶ به سمت رایزن فرهنگی ایران در اتریش منصوب شد)[۱۳]
- احمدرضا یوسفی، معاونت فنی، اولین کارشناس رسمی جرایم رایانه ای دادگستری، که تا سال ۱۳۸۹ با خبرگزاری ایسنا همکاری می‌کرده است.[۱۴]
- عبدالرضا داوری، معاونت خبر خبرگزاری ایسنا - او در خردادماه سال ۱۳۷۹ تنها پس از ۹ ماه فعالیت در این رسانه، آنجا را ترک نمود.
- محمد علی نادعلی زاده مدیر کل سیاسی و دومین مدیر عامل و مدیرمسوول کنونی پایگاه اطلاع‌رسانی و خبری جماران
- میر حمید حسن‌زاده مسئول انجمن خبرنگاران افتخاری و سومین مدیر عامل
- مسعود حیدری مدیر کل اجتماعی و نخستین مدیر عامل خبرگزاری ایلنا که پس از وی، فرشته هاشمی مدیریت این بخش را عهده‌دار شد.
- مصطفی فاطمی سردبیر بخش علمی: او در دی ماه ۱۳۹۹ در حادثه بهمن در بلندی‌های تهران درگذشت.

## رسالت و ساختار تشکیلاتی
رسالت اصلی این رسانه خبری از بدو تأسیس تاکنون بر اساس اساسنامه‌اش ایفای نقش دانشگاهیان در توسعه فضای رسانه‌ای کشور و ارتقای آگاهی‌های علمی، فرهنگی، سیاسی، اجتماعی، اقتصادی، هنری و صنفی با نگاهی دانشگاهی و دانشجویی و شکل‌گیری حلقه واسط بین مسوولان، نخبگان و مردم بوده است.

### اهداف، سیاستها و اولویتها
اهداف، سیاستها و اولویتهای خبرگزاری دانشجویان ایران عبارتند از:
- پاسخ به عطش اطلاعاتی جامعه و نیز نقش تعیین‌کننده دانشگاه‌ها در فرایند توسعه پایدار کشور
- ایجاد فرصت برای حاکمیت عقلانیت و خردورزی
- انتقال واقعیت‌ها به افکار عمومی و توجه به نقش پیشتازانه دانشگاه
- نگاه تحلیلی و آسیب‌شناسانه به مسائل ایران و جهان
- بازتاب واقعی اخبار
- سرعت و دقت در انتشار اخبار
- پرهیز از افراط و تفریط
- توجه به مخاطب و ایجاد اعتماد پایدار بین رسانه و مخاطب
- صداقت و امانت‌داری در انتشار اخبار
- پرهیز از ایجاد تنش‌های آسیب‌زا در افکار عمومی
- تلاش در جهت ایجاد روحیه امیدواری واقع‌نگرانه در جامعه
- بازنمایی همه‌جانبه و بی‌طرفانه اندیشه‌ها و افکار در چارچوب قانون اساسی جمهوری اسلامی ایران
هیئت مدیره: در شرایط فعلی مرجع تصمیم‌گیری در ایسنا هیئت مدیره‌ای متشکل از رئیس جهاد دانشگاهی به عنوان رئیس هیئت مدیره، معاون فرهنگی جهاد دانشگاهی (منصوب رئیس جهاد دانشگاهی)، مدیرعامل وقت خبرگزاری و دو نفر از اعضای جهاد دانشگاهی به پیشنهاد رئیس جهاد دانشگاهی هستند اما تصمیم گیرنده اصلی رئیس جهاد دانشگاهی است و معمولاً هیئت مدیره در مورد انتخاب مدیر عامل ایسنا تابع تصمیم اوست چرا که همه اعضای هیئت مدیره منصوب یا منتخب رئیس جهاد دانشگاهی هستند.
معاونت‌ها: معاونت خبر، معاونت انفورماتیک و فنی، معاونت آموزشی و پژوهشی، معاونت پشتیبانی، معاونت چند رسانه‌ایی.
ایسنا از ابتدای تأسیس تاکنون بدون معاون خبر اداره شده است و معمولاً سیاستگذاری‌های خبری این رسانه در شورای خبر با حضور مدیران ادارات خبری و به ریاست مدیرعامل تدوین، ابلاغ و اجرا می‌شود.
در سال ۱۳۹۷ ساختار اداری داخلی ایسنا به اقتضای شرایط و گسترش شبکه‌های اجتماعی تغییر کرد و معاونت اجرایی از ساختار این خبرگزاری حذف و معاونت چند رسانه‌هایی با محوریت تولید فیلم، عکس، اینفوگرافی و تولید محتوی اینترنتی آغاز به کار کرد.
ادارات خبر: علمی و فناوری، اجتماعی، اقتصادی، سیاسی، بین‌الملل، فرهنگی هنری، ورزشی، عکس، توسعه اخبار و استانها.
مدیر اداره اخبار:
مدیر خبر، ساختاری است که از همان ابتدای تأسیس در ایسنا راه‌اندازی و اجرا شده است. مدیر خبر در اداره خبری مسوول مستقیم مدیریت و سیاستگذاری اخبار تخصصی هر اداره خبری است که نقش اصلی در اداره اخبار را بر عهده دارد.
مدیر اداره دو یا چند سردبیر به همراه دبیران تحریریه دارد که در تولید و انتشار اخبار اداره وظیفه ادیتوری خبرها را بر عهده دارند.

## تحولات ایسنا از آغاز تاکنون

### دوره اصلاحات
خبرگزاری دانشجویان ایران (ایسنا) در دوران ریاست جمهوری سید محمد خاتمی از رسانه‌های نزدیک به او محسوب و در آن سال‌ها به سرعت به اوج رسید به گونه‌ای که، موفق‌ترین، پرمخاطبترین خبرگزاری و مرجع اصلی اخبار ایران تلقی می‌شد.
بی بی سی در خصوص این دوران نوشته است: خبرگزاری ایسنا، در آذر ماه ۱۳۷۸ توسط ابوالفضل فاتح از اعضای شورای مرکزی انجمن اسلامی دانشگاه تهران (متمایل به اصلاح طلبان) و با پشتیبانی علی منتظری، رئیس وقت "جهاد دانشگاهی" تاسیس شد. محمد خاتمی شخصا از جمله حامیان راه اندازی ایسنا بود. .... ایسنا برای اولین بار، اخباری در حوزه حقوق بشر را نیز تحت پوشش قرار می داد... در پایان ریاست جمهوری آقای خاتمی، ایسنا از جهت میزان استناد به آن در رسانه ها، به موفق ترین خبرگزاری کشور تبدیل شده بود. 
پس از ایسنا با الهام از روش کار این خبرگزاری، چندین خبرگزاری در ایران راه‌اندازی شد که مهم‌ترین آن‌ها مهر، ایلنا و فارس است.
ابوالفضل فاتح با روی کار آمدن دولت محمود احمدی‌نژاد ایسنا را ترک کرد و پس از او تا فرودین ۱۳۸۹ و در طول پنج سال، شش مدیر مختلف عهده‌دار مدیریت این خبرگزاری شدند
اصرار ابوالفضل فاتح و دست‌اندرکاران ایسنا در آن زمان انتخاب مدیرعامل از نیروهای پرورش یافته ایسنا و از درون ایسنا بود؛ بنابراین محمدعلی نادعلی‌زاده معاون خبر ایسنا به عنوان مدیرعامل بعدی انتخاب شد و پس از کنار گذاشتن او که با فشار سیاسی دولت بود، میر حمید حسن‌زاده معاون آموزشی وقت ایسنا سرپرست ایسنا شد. پس از او مدیران بعدی از بیرون ایسنا ولی از جهاد دانشگاهی منصوب شدند. در ادامهٔ روند تغییرات به تدریج بسیاری از خبرنگاران اصلاح طلب اخراج شدند. در فروردین ۱۳۸۹، علی متقیان، مدیرکل دفتر ارتباطات و اطلاع‌رسانی معاونت علمی و فناوری ریاست جمهوری به ریاست این خبرگزاری رسید.
دوران او نیز دیری نپایید و در شانزدهم فروردین ۱۳۹۰ علی رضا زجاجی برای تنها یک ماه سرپرست این خبرگزاری شد و سپس ساسان والی زاده که پیشتر مسئولیت‌های مدیر کلی دفتر امور رسانه‌های ریاست‌جمهوری و معاونت ارتباطات و اطلاع‌رسانی دفتر معاون اول ریاست جمهوری را عهده‌دار بود به سرپرستی ایسنا گمارده شد. او در میان مدیران عامل و سرپرستان ایسنا نخستین فردی است که سابقهٔ عضویت در جهاد دانشگاهی را ندارد.
البته این پایان تغییرات ایسنا در زمان دولت احمدی‌نژاد نبود و در فاصله ۱۷ روز به پایان عمر دولت احمدی نزاد در ۲۶ تیر ۹۲ والی زاده هم شبانه و به وسیله پیامک از سوی جهاد دانشگاهی برکنار شد. پس از این تصمیم، جهاد دانشگاهی دوباره سرپرستی ایسنا را به زجاجی سپرد اما زجاجی تنها سه ماه توانست سرپرست ایسنا بماند و جای خود را به سعید پورعلی داد که سابقه سرپرستی ایسنا را در کارنامه داشت. در ادامه مجدد سرپرستی ایسنا به علی متقیان که سابقه مدیریت در دولت احمدی‌نژاد را نیز دارد سپرده شد.

### دوره احمدی‌نژاد
با آغاز دوران ریاست جمهوری محمود احمدی‌نژاد ایسنا شاهد سه نوع تغییرات بود، نخست تغییرات مدیریتی و نیروی انسانی و سپس تغییرات محتوایی و نهایتاً تغییر در چهره سایت. تغییرات مدیریتی چنان‌که قبلاً توضیح داده شد منجر به تغییر هفت مدیر بعد از ابوالفضل فاتح شد و تعدادی از سردبیران و خبرنگاران قدیمی ایسنا مجبور به ترک این رسانه شدند. تغییرات محتوایی دو جنبه داشت. فشار از بیرون که همسویی با شرایط سیاسی و حتی جناحی حاکم بر کشور را دنبال می‌کرد و بدنه ایسنا سازگاری برای حفظ ایسنا. در مجموع ایسنا تا حدی از رویکرد دوران نخست خود فاصله گرفت. در دوره والی زاده، چهره سایت تغییر داده شد و دو شعار «رهرو آن است که آهسته و پیوسته رود» و «چو ایران نباشد تن من مباد» حذف و شعار «اخلاق، امید، آگاهی» از سوی گردانندگان ایسنا جایگزین شد. در تغییری دیگر تصویر سید علی خامنه‌ای رهبر ایران به لوگوی سایت افزوده شد. تاکنون نیز دو شعار «رهرو آن است که آهسته و پیوسته رود» و «چو ایران نباشد تن من مباد» به سایت بازگردانده نشده است.

### دوره حسن روحانی
اگرچه پیش‌بینی می‌شد با توجه به نزدیکی افکار نیروهای ایسنا با دولت حسن روحانی و مشی همیشگی ایسنا بر اعتدال و حمایت‌ها از دولت، وضعیت مالی ایسنا بهبود یابد اما بودجه ایسنا برای سال ۹۳ افزایشی پیدا نکرد تا این خبرگزاری مجبور به کاهش اضافه کار خبرنگاران، دبیران، سردبیران و مدیران خود و حتی تغییر وضعیت تعدادی از نیروهای خود شود. کاهش بودجه ایسنا حتی با انتقاد فیض معاون فرهنگی جهاد دانشگاهی روبه‌رو شد و او طی مصاحبه‌ای با ایسنا (۱۴ اسفند ۹۲) از این مسئله انتقاد کرد.
حسن روحانی و دولت تدبیر و امید اگر چه تغییری در مدیریت جهاددانشگاهی و ایسنا ایجاد نکردند اما فشارهای بی‌امان دولت به این خبرگزاری در پس از مشکلات معیشتی و گرانی‌های سال‌های پس از اردیبهشت ۱۳۹۷ به حدی بود که هر روز محدودیت‌ها و فضای باز رسانه‌ای در این خبرگزاری بیش از پیش تحت تأثیر خرده عرایض مقامات دولتی و پذیرش بی‌قید و شرط از سوی مدیرعامل، زمینه فعالیت آزاد رسانه‌ای در حوزه‌های عادی خبری را نیز تحت تأثیر قرار داده بود، بگونه‌ای که عملاً گزارش، خبر و گفت‌وگوی انتقادی در موضوع عملکرد دولت در همه حوزه‌ها در این خبرگزاری در سال‌های آخر دولت روحانی به صفر رسیده بود.

### دوره سید ابراهیم رئیسی
با روی کار آمدن دولت سید ابراهیم رئیسی و همچنین سیاست تغییر ساختار مدیریتی در کشور در سوم خرداد ۱۴۰۱ حمیدرضا طیبی از ریاست جهاددانشگاهی به‌عنوان نهاد بالاسر مدیریتی خبرگزاری دانشجویان ایران ایسنا برکنار و روح‌الله دهقانی فیروزآبادی عضو هیئت علمی دانشگاه صنعتی شریف و معاون تحقیقات، فناوری و نوآوری دانشگاه آزاد اسلامی به عنوان رئیس جهاددانشگاهی منصوب شد تا برای دومین با در عمر ۴۲ ساله (تا سال ۱۴۰۱) جهاددانشگاهی رئیسی خارج از بدنه جهاددانشگاهی را بر خود ببیند.
ابتدا در روز چهارشنبه ۸ تیر ۱۴۰۱ طی حکمی از سوی رئیس جهاددانشگاهی علی متقیان از مدیرعاملی ایسنا عزل و مهدی عرفاتی به عنوان سرپرست جدید ایسنا منصوب شد. این دومین مدیر عامل خبرگزاری دانشجویان ایران است که از خارج از مجموعه جهاددانشگاهی هدایت ایسنا را بر عهده می‌گیرد.
عرفاتی دبیر شورای اطلاع‌رسانی دولت است و سابقه فعالیت در خبرگزاری‌های دانشجو، نسیم و روزنامه‌های جام جم (مدیر مسوول) و فرهیختگان را در کارنامه دارد.
همزمان با حکم رئیس جهاددانشگاهی برای سرپرست ایسنا، دکتر عیسی علیزاده (معاون هماهنگی و امور مجلس جهاددانشگاهی) و دکتر محمدرضا دهقانی (معاون فرهنگی سازمان جهاددانشگاهی یزد) برای دو سال به عضویت هیئت مدیره ایسنا درآمدند.
معاون فرهنگی جهاددانشگاهی به همراه مدیرعامل ایسنا و رئیس جهاددانشگاهی هیئت مدیره ۵ نفره خبرگزاری ایسنا را تشکیل می‌دهند که این هیئت مدیره مسوول سیاستگذاری خبری و اداری این مؤسسه فرهنگی - خبری هستند.
مجددا ایسنا شاهد تغییری دیگر بود و در تاریخ ۲۹ فروردین ۱۴۰۲ با حکم حسن مسلمی نائینی رئیس جدید جهاددانشگاهی مهدی عرفاتی از سرپرستی ایسنا عزل و محمد مهدی خیرجو به عنوان سرپرست جدید ایسنا منصوب شد. ایسنا دربارهٔ سوابق کاری خیرجو آورده است: «رئیس مرکز ارتباطات و رسانه آستان قدس رضوی، رئیس هیئت مدیره مؤسسه فرهنگی قدس (روزنامه قدس)، مدیر مؤسسه رسانه‌های نوین آستان قدس رضوی، مدیرکل فضای مجازی خبرگزاری فارس و عضو شورای سردبیری هفته نامه عدالت و سیاست» از سوابق خیرجو بوده است.
در تاریخ ۲۹ فروردین ۱۴۰۲ طی حکمی از سوی رئیس جهاد دانشگاهی، محمدمهدی خیرجو به سرپرستی خبرگزاری ایسنا معرفی شد.

### دوره مسعود پزشکیان
با سقوط بالگرد رئیس‌جمهور دولت سیزدهم و درگذشت سید ابراهیم رئیسی در ۳۰ اردیبهشت ۱۴۰۳ و برگزاری انتخابات ریاست‌جمهوری ایران در دو مرحله، سرانجام مسعود پزشکیان به عنوان رئیس‌جمهوری ایران انتخاب شد. از پزشکیان که یک اصلاح‌طلب و نزدیک به تفکر رسانه‌ای ایسنا بود انتظار می‌رفت با هدف تاثیرگذاری و احیا روندهای ناصواب رسانه‌ای ایجاد شده در کشور و خصوصا در خبرگزاری ایسنا اقدامات فوری را در دستور کار قرار دهد. 
سیاست اجرایی پزشکیان به عنوان رئیس‌جمهور منتخب نیز بازگشت به تعقل و پرهیز از موج‌سواری تفکری انحصارطلب و خالص‌سازی بود چرا که بسیاری از اصلاح‌طلبان و نواندیشان رسانه‌ای به عنوان تصمیم‌گیران مدیریت فضای رسانه‌ای دولت چهاردهم منصوب و مشغول به کار شدند.
محمدمهدی خیرجو که با روی کار آمدن دولت پزشکیان زمزمه‌های تغییرش مطرح شده بود، در روز سه‌شنبه یکم آبان ۱۴۰۳ طی حکمی از سوی رئیس دانشگاه آزاد اسلامی به عنوان مسئول راه‌اندازی و رئیس سرای نوآوری هنر و رسانه دانشگاه آزاد اسلامی و سرپرست خبرگزاری دانشگاه آزاد اسلامی (آنا) منصوب شد.
پس از استعفای خیرجو و تعلل دولت در تغییرات مدیریتی در جهاددانشگاهی و ایسنا روز دوشنبه ۲۸ آبان حسن مسلمی نائینی رئیس جهاددانشگاهی در حکمی ابوالقاسم رئیسی مدیرکل روابط عمومی این نهاد که اصولگرا است را با حفظ سمت به عنوان سرپرست خبرگزاری دانشجویان ایران (ایسنا) و عضو هیئت مدیره این خبرگزاری منصوب کرد. یوسف اکبری که پیش از این به عنوان دستیار اجرایی قائم مقام ایسنا و مشاور مدیرعامل سابقه فعالیت داشت نیز برای مدتی به عنوان دستیار اجرایی مدیرعامل فعالیت کرد. 
رییسی معاون خبر، مدیر مالی، پشتیبانی، مدیر کل بین الملل و مدیر بازرگانی منصوب دولت اصولگرای رییسی را حفظ کرد و با این رفتار عملا امور اجرایی و خبری ایسنا با مدیریت منصوبان دولت سیزدهم دنبال می‌شود. 
در ۲۰ اسفند ۱۴۰۳ هیات امنای جهاددانشگاهی در یکصد و هفتادمین جلسه خود مسلمی نائینی را از ریاست جهاددانشگاهی عزل و علی منتظری مقدم را به عنوان رییس جدید جهاددانشگاهی انتخاب و به شورای عالی انقلاب فرهنگی معرفی کرد و رییس جمهور نیز در ۲۶ اسفند طی حکمی دکتر منتظری را به عنوان سرپرست جهاددانشگاهی منصوب کرد.
سرانجام پس از بیش از یکسال از روی کار آمدن دولت پزشکیان با حکم رئیس جهاددانشگاهی، مهندس محمدعلی نادعلی‌زاده به عنوان سرپرست خبرگزاری دانشجویان ایران(ایسنا) منصوب شد. 
مهندس نادعلی‌زاده که پیش از این به عنوان مدیر موسسه مطبوعاتی جماران مشغول فعالیت بود سابقه مدیرعاملی خبرگزاری ایسنا از تابستان ۱۳۸۴ تا اسفند ۱۳۸۵را در کارنامه خود دارد.

## سیر تغییرات مدیریتی در ایسنا
ایسنا از سال ۱۳۸۴ با روی کار آمدن دولت احمدی‌نژاد تحت فشارهای فزاینده برای تغییرات مدیریتی واقع شد و از آن پس همواره تحت تأثیر سیاست‌های داخلی دولت‌ها و با تسلیم جهاد دانشگاهی دچار تغییر مدیریتی شده است. علیرغم اینکه خبرگزاری دانشجویان ایران در دل نهادی انقلابی جهاددانشگاهی متولد شده است و این نهاد نیز مستقل است اما ایسنا به عنوان یک رسانه مستقل و مؤثر از تحولات مدیریتی جهاد نیز نقش تأثیر پذیرفته و بر آن اثر گذاشته است، به گونه‌ایی که این خبرگزاری از مهر ماه ۸۴ و به ویژه از سال ۸۶ مکرراً موضوع معامله مدیران ارشد جهاد برای حفظ یا کسب قدرت در این نهاد انقلابی بوده است.
تغییرات مدیریتی در ایسنا به این شرح است:

### تأسیس و دوران نخست
آذرماه ۱۳۷۸ تا مهرماه ۱۳۸۴ - پایه‌گذار و مدیرعامل ابوالفضل فاتح

### دوران دوم
دور نخست تغییرات از این مرحله آغاز می‌شود، اما در این دوران مدیر عامل از درون ایسنا انتخاب می‌شد و محتوای ایسنا چندان تحت تأثیر تحولات نبود که مجموعاً تنها دو سال به طول انجامید
مهرماه ۱۳۸۴ تا اسفند ۱۳۸۵ - مدیرعامل محمدعلی نادعلیزاده
اسفند ۱۳۸۵ تا آذر ۱۳۸۶ - سرپرستی میرحمید حسن‌زاده 

### دوران سوم
تنها دو سال پس از پایان دولت خاتمی و با روی کار آمدن دولت احمدی‌نژاد، رؤسای جهاد دانشگاهی یا تحت فشار دولت‌ها یا جهت کسب رضایت دولت‌ها، از انتخاب مدیر عامل ایسنا از درون ایسنا امتناع کردند و ابتدا از درون جهاد دانشگاهی و نهایتاً از بیرون جهاد دانشگاهی مدیران عامل به شرح زیر منصوب شدند:
اسفند ۱۳۸۶ تا شهریور ۱۳۸۸ - مدیرعامل جمال رحیمیان 
شهریور ۱۳۸۸ تا اردیبهشت ۱۳۸۹ - مدیرعامل سعید پورعلی 
اردیبهشت ۱۳۸۹ تا اردیبهشت ۱۳۹۰ - سرپرست علی متقیان  
۲۰ اردیبهشت ۱۳۹۰ تا آذر ۱۳۹۳ - سرپرست ساسان والی‌زاده
آذر ۱۳۹۳ تا ۹ تیر ۱۴۰۱ - مدیرعامل علی متقیان

#### دوران چهارم (مدیریت اصولگرایان)
۹ تیر ۱۴۰۱ تا ۲۹ فروردین ۱۴۰۲ - سرپرستی مهدی عرفاتی 
از ۲۹ فروردین ۱۴۰۲ تا ۲۸ آبان ۱۴۰۳ - محمدمهدی خیرجو 
از ۲۸ آبان ۱۴۰۳ - سرپرستی ابوالقاسم رئیسی 

#### دوران پنجم (بازگشت به درون)
در این دوره و با بازگشت علی منتظری به جهاددانشگاهی که ایسنا در سال 1378 و در دوران ریاست وی بر جهاد دانشگاهی تاسیس شده بود، و بر مبنای اصول دهه هشتاد شمسی ایسنا که باید مدیر عامل از افراد پرورش یافته ی ایسنا باشد، برای نخستین بار پس از  پایان سرپرستی میر حمید حسن زاده در آذر ۱۳۸۶  ،  مدیرعامل از داخل مجموعه  منصوب شد تا مقدمه ای بر احیاء اعتماد به نیروهای پرورش یافته داخلی باشد.
از ١٨ مرداد ١۴٠۴ - تاکنون - محمدعلی نادعلیزاده  

## شهدای ایسنا
۱- محمدحسن قريب طرزه (عكاس)
دهم خرداد ۱۳۵۷، در شهر نکا به دنیا آمد و فعالیت خود را از تیرماه ۱۳۸۲ در ایسنا آغاز کرد. او با ثبت محرومیت های جامعه (با محرومان) و حضور در بم و زرند برای گرفتن تصاویر فجایع زلزله ی این دو شهر فعالیت حرفه ای خود را در حوزه های مختلف عکاسی و رسانه ای ارتقا داد. قریب در دوازدهمین جشنواره مطبوعات، رتبه نخست رشته عکاسی خبری گروه نشریات سراسری را کسب و لوح افتخار و تندیس جشنواره را کسب کرد. قریب در مسابقات و جشنواره های مختلفی حضور داشته و جزو یکی از شرکت کنندگان دومین جشنواره عکس دریایی ایران بود.
وی در سانحه سقوط هواپیمای سی ۱۳۰ حامل خبرنگاران در نیمه آذرماه  ۱۳۸۴ همراه با جمعی از اصحاب رسانه درگذشت.
۲-اسماعيل عمراني(خبرنگار)
روز ۲۸ شهریور ماه ۱۳۵۹ در «عنبرآباد» جیرفت متولد شد. او در سال ۸۳ فعالیت خود را در خبرگزاری دانشجویان ایران (ایسنا) منطقه کویر آغاز کرد. از اهم فعالیت‌های عمرانی به حضور به موقع وی در زلزله‌ی زرند می‌توان اشاره کرد که ثبت تصاویر این زلزله و ارسال آن روی سایت ایسنا از جمله نخستین تصاویر ثبت شده محسوب می‌شود.
فعالیت در حوزه کشاورزی منطقه جیرفت و پیگیری اخبار آثار باستانی حاشیه «هلیل رود» از دیگر فعالیت‌های تأثیرگذار وی محسوب می‌شود. عمرانی برای گسترش فعالیت حرفه‌ای خود به دفتر مرکزی خبرگزاری دانشجویان ایران (ایسنا) در تهران عزیمت کرد و در اعزام به مأموریت برای پوشش خبری مانور نیروی دریایی عاشقان ولایت (چابهار) در پانزدهم آذرماه ۱۳۸۴ در سانحه سقوط هواپیمای c-۱۳۰ در آسمان خاطره‌ها آرام گرفت.
۳-مهشاد کریمی (خبرنگار)
۹ فروردین ۱۳۷۵ در تهران به دنیا آمد. او دانش آموخته ارتباطات دانشگاه علامه و متولد ۱۳۷۵ بود که در سال ۱۳۹۵ همکاری خبر خود را با ایسنا آعاز کرد و در طول پنج سال خدمت یک خبرنگار فعال و پیگیر حوزه محیط زیست شد.
دوم تیر ۱۴۰۰ اتوبوس حامل خبرنگاران محیط زیست و به دعوت ستاد احیای دریاچه ارومیه در قالب یک تور رسانه‌ای برای بازدید از پروژه‌های عمرانی این ستاد به ارومیه عازم شدند که در جریان این بازدید ۲‌روزه، اتوبوس حامل خبرنگاران در ۱۸‌ کیلومتری شهر نقده و بدلیل ناتوانی راننده در کنترل وسیله نقلیه دچار سانحه می‌شود. این حادثه در حدود ساعت ۱۸ رخ داد و در نتیجه آن مهشاد کریمی خبرنگار ایسنا و ریحانه یاسینی خبرنگار ایرنا جانشان را از دست می‌دهند و ۲۱‌ نفر  دیگر هم دچار آسیب‌های جدی شدند.

## دیدگاه ابوالفضل فاتح
ابوالفضل فاتح، پایه‌گذار خبرگزاری ایسنا در سال ۱۳۸۷ در مقاله ای با عنوان «پیشنهادهایی برای بهبود نظام رسانه‌ای کشور» برای نخستین بار به به طرح مدلی باعنوان «مدل بینابینی» پرداخته و آن را راهگشای عبور از وضعیت انفعالی نظام رسانه‌ای در ایران دانسته است: «مدل بینابینی - که شالودهٔ آن را تلفیق مزیت‌های فناوری‌های نوین با اهداف و نیازهای ملی شکل داده - در جوامعی با خصلت‌های فرهنگی ایران می‌تواند راهگشای بسیاری از مشکلات بوده و مانع انفعال دربرابر رسانه‌ها شود.
ایران برای نخستین بار در «مدل بینابینی» خبرگزاری، خبرگزاری دانشجویان را به عنوان یک رسانهٔ اینترنتی تجربه کرده است که هم به ارزش‌های بومی وفادار و هم به قواعد رسمی متعهد بوده و هم به بخشهای وسیعی از مردم (دانشجویان) فرصت داده است که قویا در جریان تولید و گردش اطلاعات مشارکت داشته باشند. ایسنا رسانه‌ای رسمی نبوده در عین حال کاملاً غیررسمی نیز نبوده است. نه محدود به نگاه و رفتار حرفه‌ای بوده و نه کاملاً داوطلب و غیرحرفه‌ای، نه روش تولید و توزیع اطلاعاتش از مسیرهای رسمی و سخت عبور می‌کرده و نه صرفاً تسلیم جریان جدید رسانه‌های اینترنتی که بدون کد هستند بوده است. این نوع رسانه مدل خوب و مدیریت‌شده‌ای است که نه ما را در برابر دنیای جدید رسانه‌ای اینترنتی منفعل می‌کند و نه بیگانه». 
او همچنین ایسنا و خبرنگاران آن را مقدمه یک جنبش رسانه ای در ایران دانسته و با انتقاد از آنچه مانع تراشی‌ها در مسیر راه اندازی صوت و تصویر (رادیو و تلویزیون) ایسنا دانسته دربارهٔ این خبرگزاری می‌گوید: هدف راهبردی، تأسیس رسانه ای بومی و با مختصات ویژه بود. آنچه در فرایند تأسیس این رسانه روی داده  عموماً غیر اقتباسی و ناشی از دریافت و تجربه درونی این رسانه بوده است. ایسنا برای نخستین بار خبرگزاری را از رسانه با واسطه به رسانه بی واسطه، و با شعار «هر دانشجو یک خبرنگار» دانشجویان رشته‌های مختلف را به عنوان خبرنگار و با راهبرد «هر ایده یک خبر»، «هر اندیشه را یک خبر»  معرفی و «اخلاق رسانه ای» و مدل «دروازه‌بانی» خاص خود را وضع کرد.
فاتح در جای دیگری با ستودن تلاش خبرنگاران جوان این خبرگزاری گفته است: ایسنا نمادی از رمز و راز ماندگاری، هوشمندی و ایمان نسل جوان ایرانی است که بذر پاکی و صداقت می‌افشاند.
در سال ۱۳۸۵ و همزمان با آنچه فشار دولت احمدی نژاد برای تغییر دومین مدیر عامل ایسنا عنوان شد  ، فاتح در مصاحبه ای با ایلنا با ابراز نگرانی نسبت به آینده ایسنا گفت: این افتخار و منفعتی برای دولت و حکومت نیست که به جریان نقاد سالم و نافذی مثل ایسنا این گونه فشار وارد کند. ایسنا میراث فرهنگی و رسانه ای کشور است و باید از دولتی شدن آن ممانعت کرد. فشارها به گونه بود که در آن زمان زمزمه هایی از تغییر ماهوی ایسنا به میان آمد.
او در ۳۰ آبان ۱۴۰۳ و درپی  انتصاب  مدیرکل روابط عمومی جهاددانشگاهی (خارج از خانواده ایسنا) به عنوان سرپرست ایسنا در نامه‌ای به مسعود پزشکیان نیز نوشت: بعد از بیست و پنج سال همچنان به اعضای اصلی این خبرگزاری برای مدیریت آن فرصت داده نمی شود. به دلیل مداخلات غیر رسانه ای، «خبرگزاری ایسنا که روزی مرجع اول رسانه های ایران بود» امروز از بیست سال پیش عقب تر است و افزود: در پایان دوران تاسیس بنا شد که  مدیران آتی این رسانه که ماهیتی متمایز، مدرن و «پایین به بالا» دارد، از درون و به انتخاب خبرنگاران و دبیران وسردبیران آن برگزیده شوند - شیوه ای که راه حل دیگر رسانه های کشور نیز هست اما نادیده گرفته می شود.  
فاتح پیش از آن در تاریخ ۲۲ آبان ۱۴۰۳ در یادداشت دیگری با عنوان «دولت رسانه ها را به اهلش بسپارد» نوشته بود: مساله رسانه، مساله حل نشده کشور ما در دو قرن اخیر است. چیستی و چرایی رسانه همچون چیستی و چرایی آزادی، بلاتکلیف است و تا تعیین تکلیف نشود، گره از بسیاری دیگر از مولفه‌های انسانی و حقوقی و توسعه‌ای گشوده نخواهد شد. با شعار آزادی، انقلاب شد؛ اما آنچه عملا بر بسیاری از عرصه‌ها حاکمیت محوری یافته، اندیشه «محدودیت و مهار» است و عرصه رسانه، یکی از آن عرصه‌هاست.

## بخش ورزشی ایسنا
اداره اخبار ورزشی در بدو راه‌اندازی با ادارات خبری اجتماعی و علمی در یک بخش مدیریت می‌شد اما به تدریج با تفکیک ادارات تخصصی ورزشی نیز به صورت مستقل به فعالیت خود ادامه داد.
اولین سردبیر ورزشی ایسنا میثم زمان آبادی بود. زمان آبادی در سال ۱۳۸۱ از ایسنا جدا شد و پس از آن مصطفی لشکری دبیر وقت ورزشی به عنوان مدیر اداره اخبار ورزشی فعالیت کرد. لشکری تا دی ۱۳۹۳ در راس اداره ورزشی حضور داشت.
از دی ماه ۱۳۹۳ تا دی ماه سال ۱۴۰۱، یوسف اکبری که از سال ۱۳۷۹ با این خبرگزاری همکاری داشته و سابقه فعالیت در بخش‌های خبری سیاسی خارجی - اجتماعی - ورزشی و حقوقی را در کارنامه دارد، به عنوان مدیر اداره اخبار ورزشی منصوب شد.
پس از یوسف اکبری، در تاریخ ۲۶ دی ماه ۱۴۰۱، داود حاجبیان مدیریت اداره ورزشی را بر عهده گرفت. او پیش از این به عنوان سردبیر فوتبال اداره ورزشی فعالیت داشت. در تاریخ ۲۰ اسفند ۱۴۰۳ نیز علی فیض آسا سردبیر منهای فوتبال این اداره خبری، جانشین داود حاجبیان شد.
اداره اخبار ورزشی ایسنا در سال ۱۳۹۴ در همایش برترین مدیران سال ۹۴ ورزش کشور به عنوان «رسانه اخلاق» مورد تجلیل قرار گرفت.
اداره اخبار ورزشی ایسنا دارای ۲ سردبیر در بخش‌های فوتبال و منهای فوتبال است. سرویس‌های خبری فوتبال، فوتسال و جهان ورزش زیر بخش سردبیری فوتبال اداره می‌شوند. در بخش فوتبال مجموعاً ۲ دبیر جهان ورزش و فوتبال تعریف شده است.
بخش‌های توپ و تور، کشتی و رزمی، علم ورزش، ورزش بانوان و سایر رشته‌ها زیر مجموعه سردبیری منهای فوتبال قرار دارد. در این بخش نیز دو دبیر فعالیت می‌کنند.

## بخش عبری ایسنا
در ۲۴ تیر ۱۴۰۳ بخش عِبری خبرگزاری ایسنا «به دلیل سانسور گسترده در رسانه‌های اسرائیلی و با محوریت انتشار اخبار برای جامعه یهودیان و عبری‌زبانانی که مخالف سیاست‌های رژیم صهیونیستی هستند» آغاز به‌کار کرد. ایسنا سومین رسانه ایرانی پس از نورنیوز و تسنیم بود که اقدام به راه‌اندازی سرویس عبری کرد.